# Camponotus aurocinctus
Camponotus aurocinctus é uma espécie de inseto do gênero Camponotus, pertencente à família Formicidae.